# Équipe de Russie espoirs de cyclisme sur route
L'équipe de Russie espoirs de cyclisme sur route est l'équipe nationale des moins de 23 ans de cyclisme sur route. La sélection représente la Russie aux championnats du monde sur route espoirs. Elle participe également aux épreuves espoirs de l'UCI Coupe des Nations U23 qui regroupent des courses d'un jour, par étapes et des championnats de cyclisme continentaux. 

## Sélectionneurs
- 2015- :  Irakli Abramyan

## Palmarès

### Championnats du monde espoirs
| Édition | Médaille | Coureur              | Épreuve                  |
| ------- | -------- | -------------------- | ------------------------ |
| 1999    | Bronze   | Evgueni Petrov       | Contre-la-montre espoirs |
| 2000    | Or       | Evgueni Petrov       | Course en ligne espoirs  |
| 2000    | Or       | Evgueni Petrov       | Contre-la-montre espoirs |
| 2002    | Argent   | Alexandre Bespalov   | Contre-la-montre espoirs |
| 2003    | Bronze   | Alexandre Bespalov   | Contre-la-montre espoirs |
| 2005    | Bronze   | Evgeny Popov         | Course en ligne espoirs  |
| 2005    | Or       | Mikhail Ignatiev     | Contre-la-montre espoirs |
| 2006    | Bronze   | Alexander Khatuntsev | Course en ligne espoirs  |
| 2006    | Argent   | Mikhail Ignatiev     | Contre-la-montre espoirs |
| 2007    | Argent   | Mikhail Ignatiev     | Contre-la-montre espoirs |
| 2009    | Bronze   | Egor Silin           | Course en ligne espoirs  |
| 2012    | Or       | Anton Vorobyev       | Contre-la-montre espoirs |

### Coupe des nations espoirs
| Édition | Classement | Victoires | Détail                                         |
| ------- | ---------- | --------- | ---------------------------------------------- |
| 2007    | 5e         | 1         | Grand Prix Guillaume Tell (Anton Rechetnikov), |
| 2008    | 8e         |           |                                                |
| 2009    | 7e         | 1         | Côte picarde (Timofey Kritskiy)                |
| 2010    | 7e         | 1         | Côte picarde (Viatcheslav Kouznetsov)          |
| 2011    | 10e        |           |                                                |
| 2012    | 7e         |           |                                                |
| 2013    | 17e        |           |                                                |
| 2014    | 3e         |           |                                                |
| 2015    | 4e         |           |                                                |
| 2016    | 6e         | 1         | Trophée Almar (Alexandr Kulikovskiy)           |
| 2017    | 6e         |           |                                                |
| 2018    | 14e        |           |                                                |
| 2019    | 31e        |           |                                                |
| 2020    | 16e        |           |                                                |
| 2021    | 19e        |           |                                                |
| 2022    | -          |           |                                                |

### Championnats d'Europe espoirs
| Édition | Médaille | Coureur              | Épreuve                  |
| ------- | -------- | -------------------- | ------------------------ |
| 1996    | Bronze   | Serguei Ivanov       | Course en ligne espoirs  |
| 1998    | Or       | Oleg Joukov          | Contre-la-montre espoirs |
| 2000    | Or       | Evgueni Petrov       | Contre-la-montre espoirs |
| 2000    | Bronze   | Dmitri Stemov        | Contre-la-montre espoirs |
| 2001    | Argent   | Alexander Bespalov   | Contre-la-montre espoirs |
| 2002    | Argent   | Mikhail Timochine    | Course en ligne espoirs  |
| 2002    | Argent   | Alexander Bespalov   | Contre-la-montre espoirs |
| 2003    | Bronze   | Vladimir Gusev       | Contre-la-montre espoirs |
| 2004    | Bronze   | Alexey Esin          | Contre-la-montre espoirs |
| 2007    | Or       | Andrey Klyuev        | Course en ligne espoirs  |
| 2007    | Or       | Maxim Belkov         | Contre-la-montre espoirs |
| 2008    | Bronze   | Timofey Kritskiy     | Course en ligne espoirs  |
| 2008    | Argent   | Timofey Kritskiy     | Contre-la-montre espoirs |
| 2008    | Bronze   | Artem Ovechkin       | Contre-la-montre espoirs |
| 2009    | Argent   | Timofey Kritskiy     | Contre-la-montre espoirs |
| 2014    | Bronze   | Alexander Evtushenko | Contre-la-montre espoirs |
| 2015    | Argent   | Mamyr Stash          | Course en ligne espoirs  |